# Водяний молот

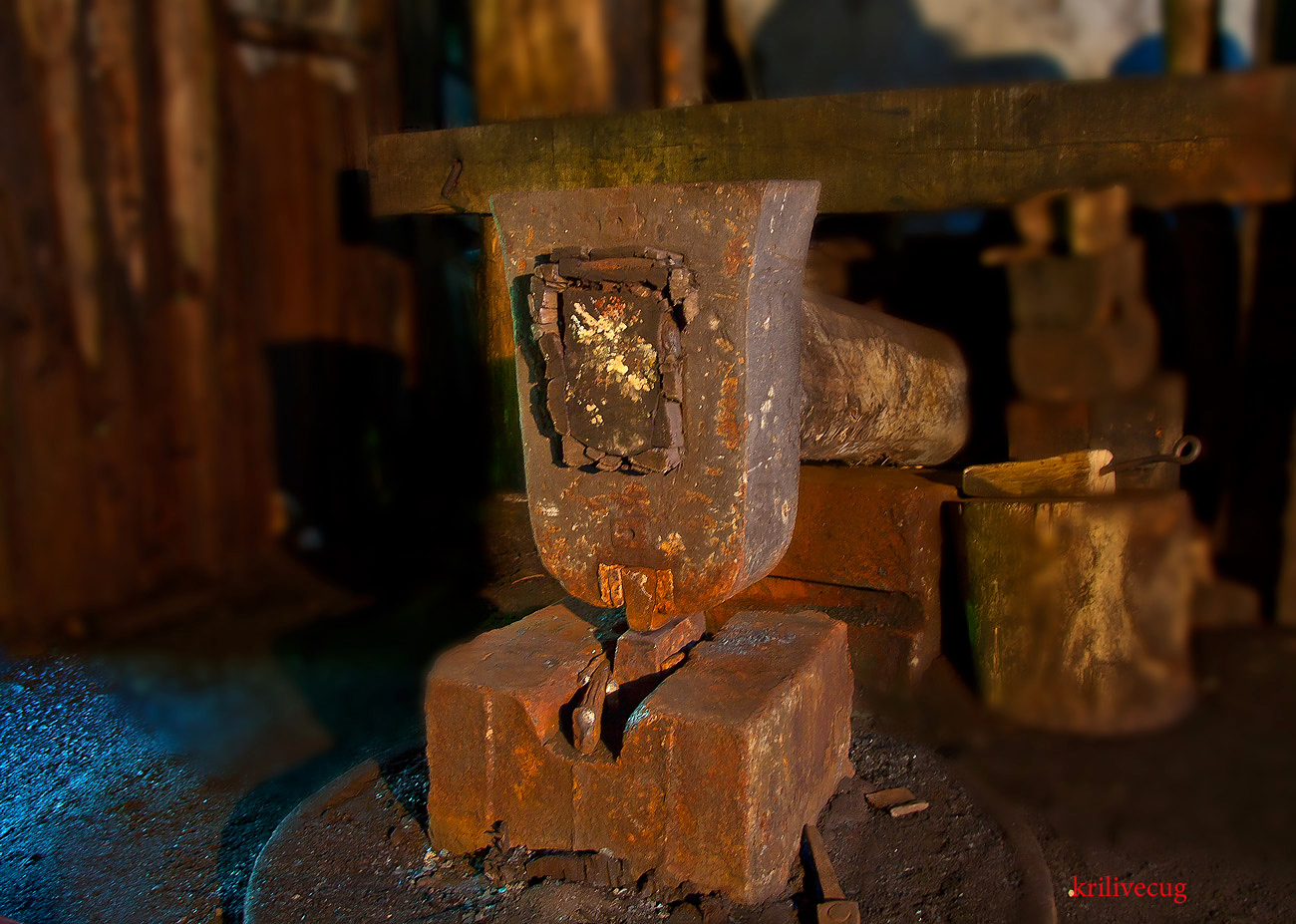
Водяний молот кузні Гамора у селі Лисичово Закарпатської області.

Водяний молот, також великий ковальський молот, кричний молот, важільний молот, або просто молот — великий важільний молот, який приводиться в дію за допомоги енергії водяного колеса. Підіймається спеціальним механізмом, опускається під дією сили тяжіння. Такі молоти використовувалися в минулому на металургійних підприємствах мануфактурного типу і кузнях для обтискання криць і їх подальшої обробки та для інших ковальських робіт. Залежно від розташування осі обертання молотовища і від того, на яку частину діє механізм, що підіймає молот, розрізняють хвостовий, середньобійний і чоловий молоти. Під час промислової революції на зміну водяним молотам прийшли парові молоти.

## Історія

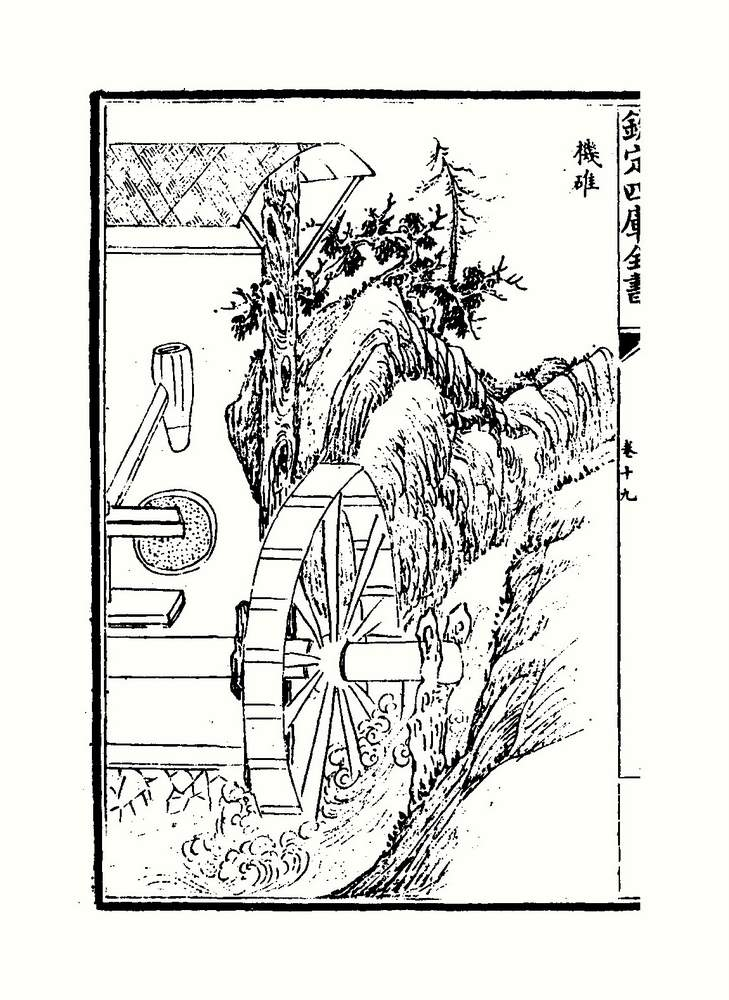
Малюнок водяного молота у «Книжці про землеробство» Ван Чженя, 1314 рік.

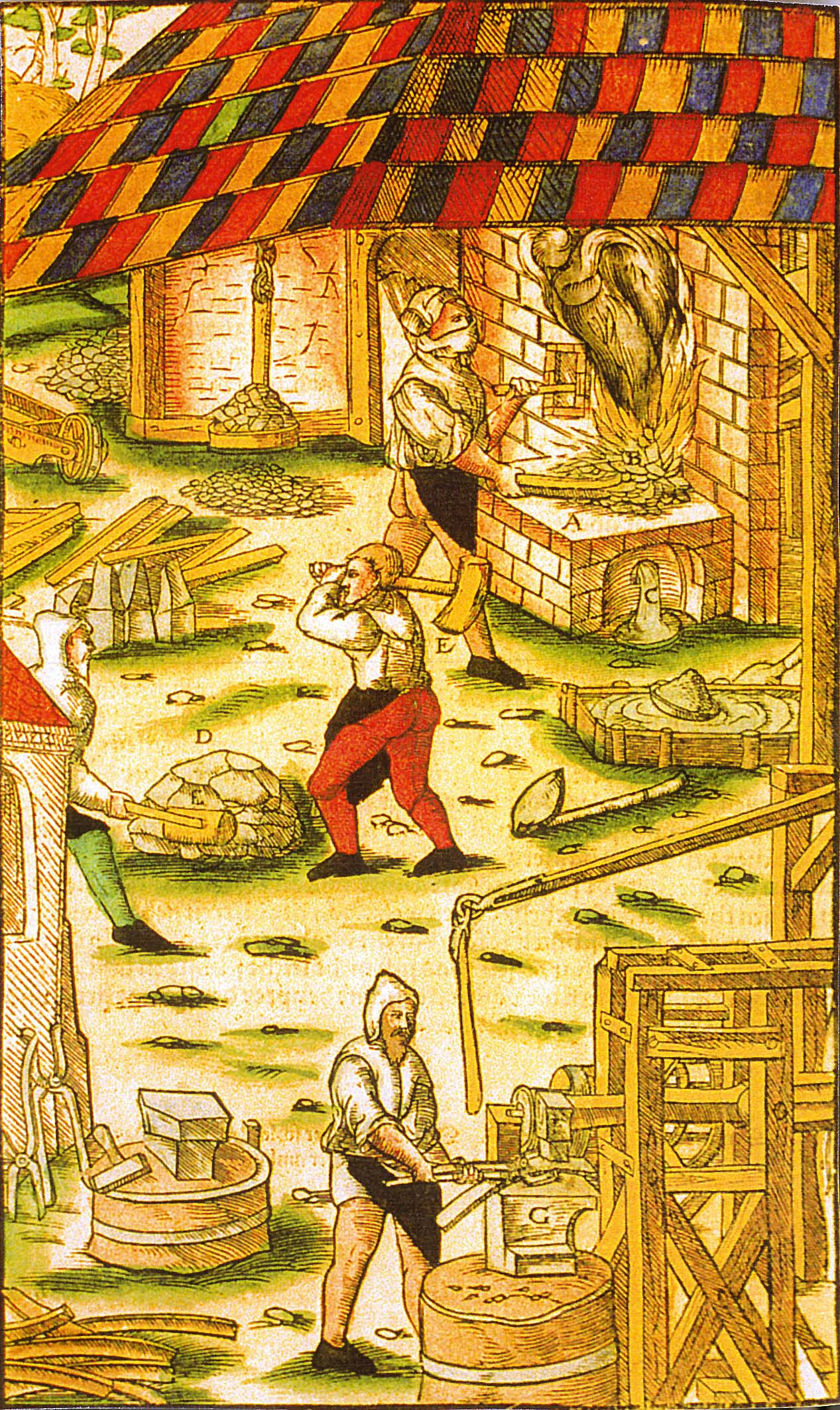
Механічний середньобійний молот на малюнку (нижня частина) з книжки «De Re Metallica» Ґеорґіуса Аґріколи, 1596.

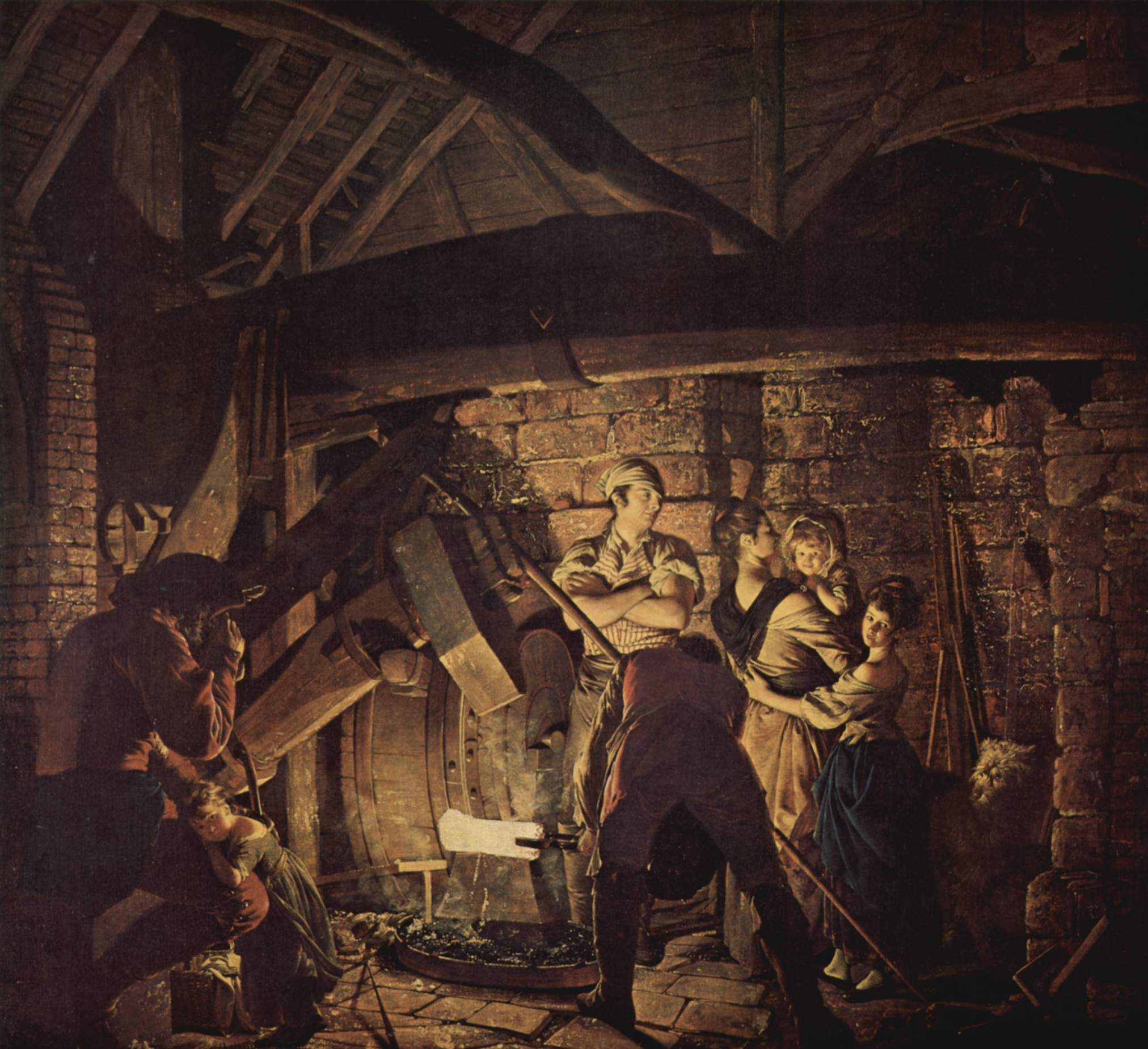
Обтискання залізної заготовки під великим ковальським молотом. Картина «Кузня». Джозеф Райт, 1772.

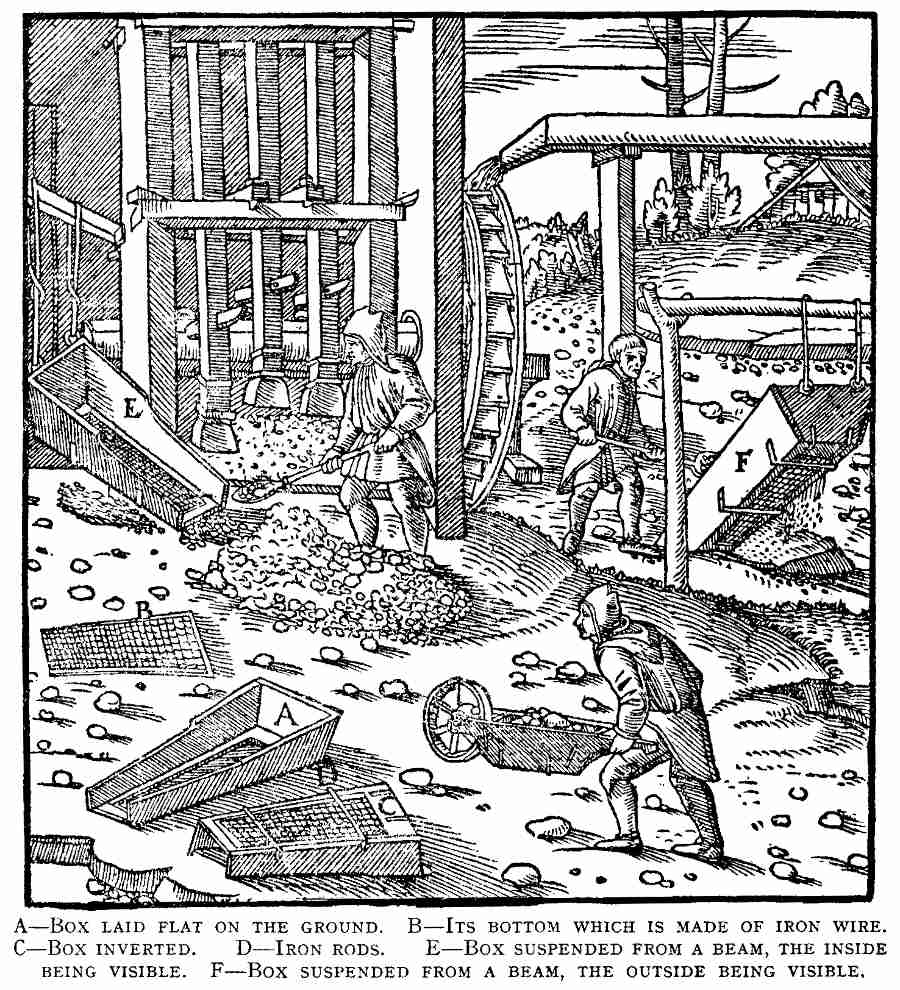
Вододійні молоти вертикальної дії для подрібнення руди. «De Re Metallica» Ґеорґіуса Аґріколи, 1596.

Важільні молоти простої конструкції з приводом від ноги були відомі у Китаї принаймні ще з 1 ст. до. н. е., вони вперше згадуються у письмових джерелах від 40 року до н. е. Вони широко використовувалися у сільському господарстві для лущення зерна, а пізніше також для подрібнення руди. Пізніше в Китаї почали використовувати для обробітку зерна молоти, що приводилися у дію від водяного колеса. З європейських авторів опис вододійних «товкачевих» дробарок для зерна трапляється в працях Плінія Старшого.
До 1135 і 1175 років відносяться письмові джерела зі Штирії, в яких згадуються вертикально діючі молоти для подрібнення руд. Механізовані молоти для кування заліза вперше згадуються у французьких джерелах, можливо, у 1116 році і напевно — у 1249 році.
Середньовічні європейські механічні молоти у 15-му столітті найчастіше являли собою вертикальні товкачі, для приведення їх в дію найчастіше використовували вертикальне водяне колесо. Леонардо да Вінчі часто робив замальовки ковальних механічних молотів з вертикальною дією. Найстаріше зображення європейського механічного «горизонтального» ковальського молота міститься, мабуть, у книзі «Історія північних народів» Олая Магнуса, виданій у 1565 році. На цьому деривориті зображено три молоти і вододійний міх осмундської сиродутної печі, що були поширені у Швеції.
У Німеччині були розповсюджені середньобійні молоти, описані Ґ. Агриколою у книзі «De Re Metallica» (1596). У Франції, Італії й Великій Британії були розповсюджені хвостові молоти. Пізніше виникли чолові молоти. У другій половині 18 століття водяне колесо почали заміняти паровим приводом. У 1842 році Джеймс Несміт одержав патент на сконструйований ним перший паровий молот, на якому пара використовувалася для безпосереднього привода рухомих частин молота. Парові молоти поступово витіснили молоти старої конструкції.
На території України водяні молоти у процесі виробництва металу почали широко застосовувати на руднях, що виникли наприкінці 14 століття і були поширені на українському Поліссі до середини 19 століття. Використання водяних молотів тут відноситься, принаймні, до 17—19 століть.

## Типи молотів

### Хвостовий молот

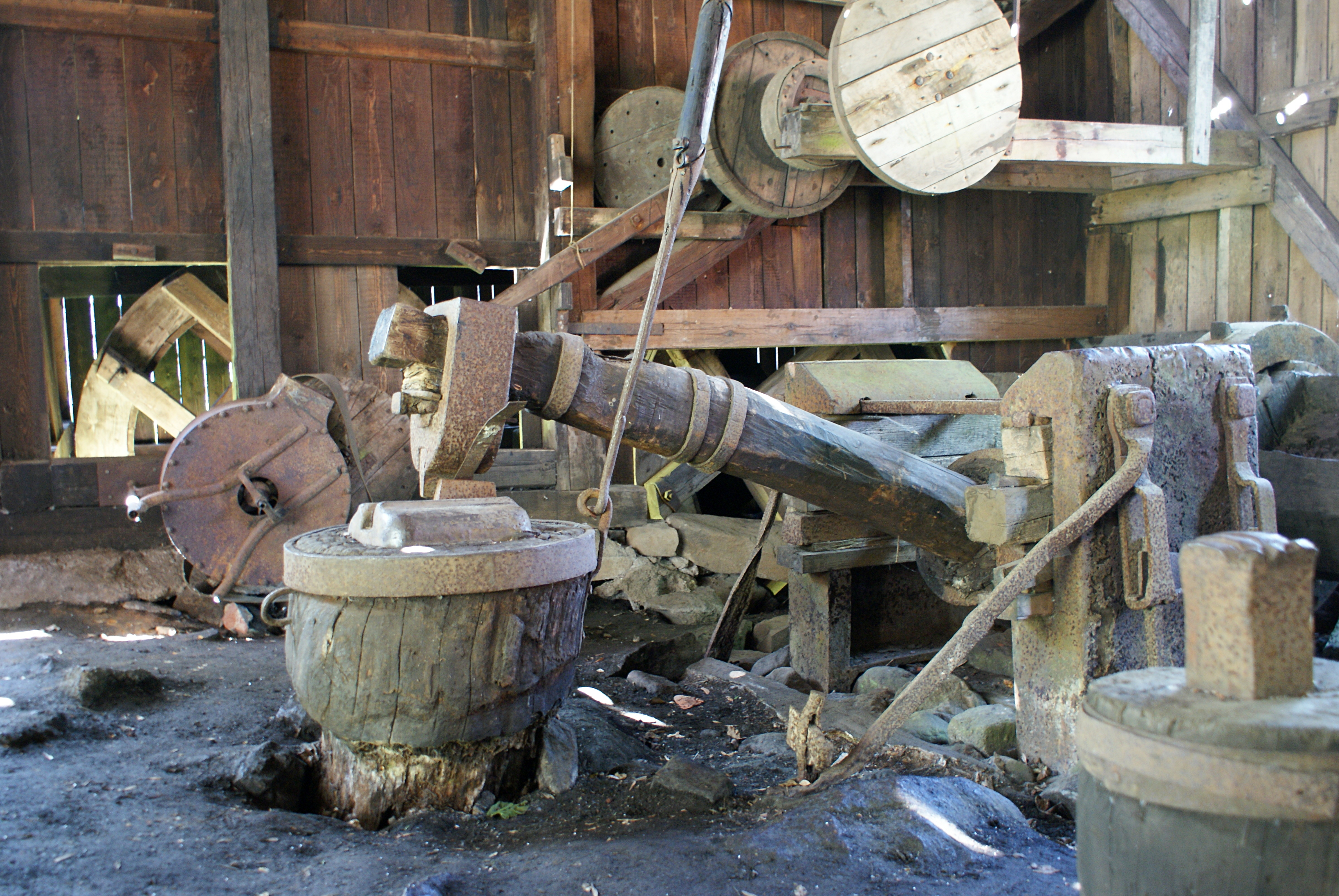
Хвостовий молот.

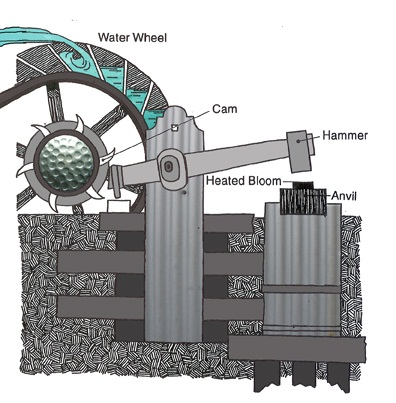
Хвостовий молот.

Хвостові молоти мають вісь обертання на деякій відстані від кінця молотовища. Кулачки приводневого валу захоплюють згори кінець молотовища й тиском на нього підіймають молот. Маса молота становить 6 — 15 пудів, висота підйому 2 фути (60,96 см), кількість ударів від 150 до 300 на хвилину.

### Середньобійний молот

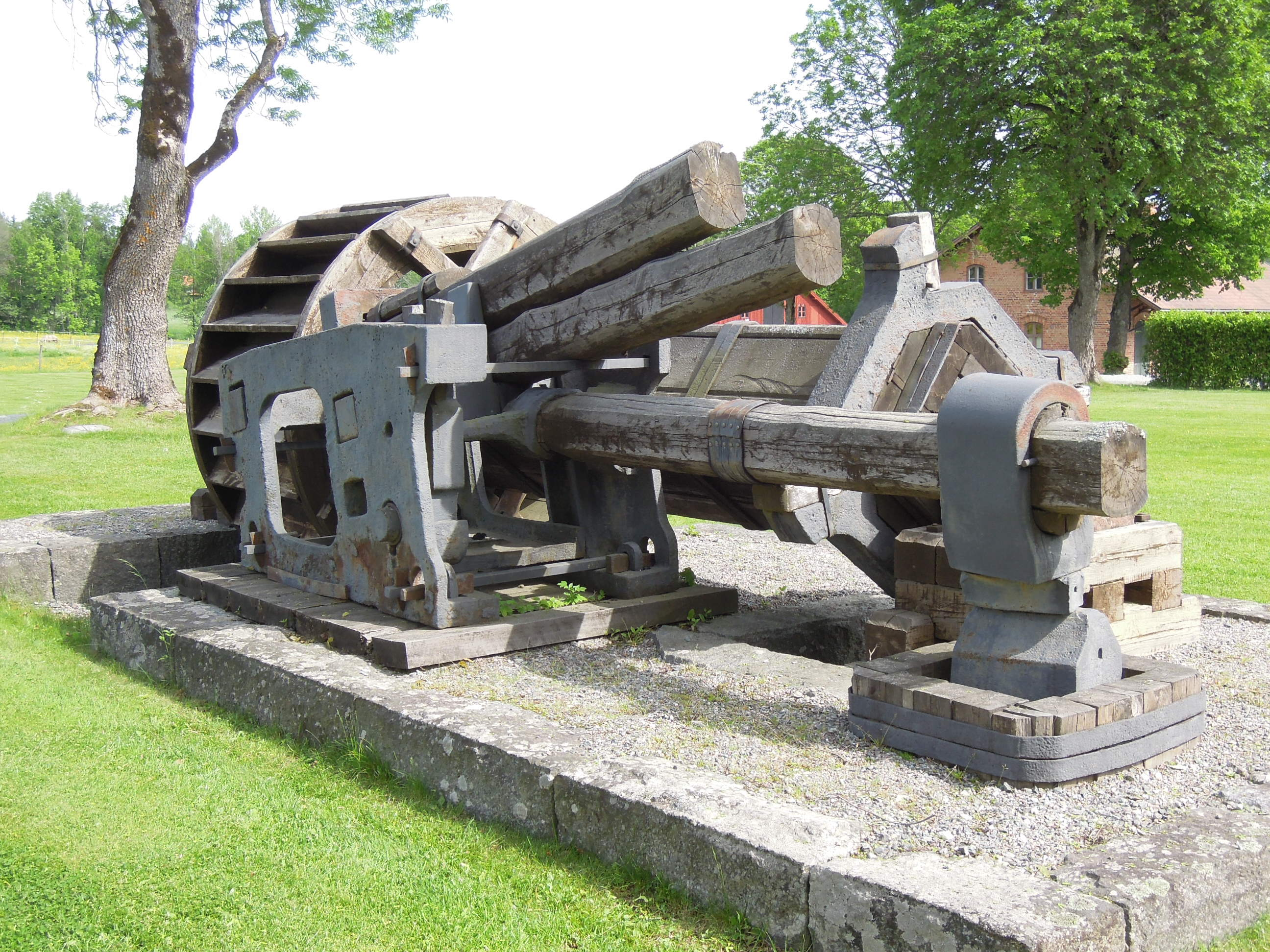
Середньобійний молот.

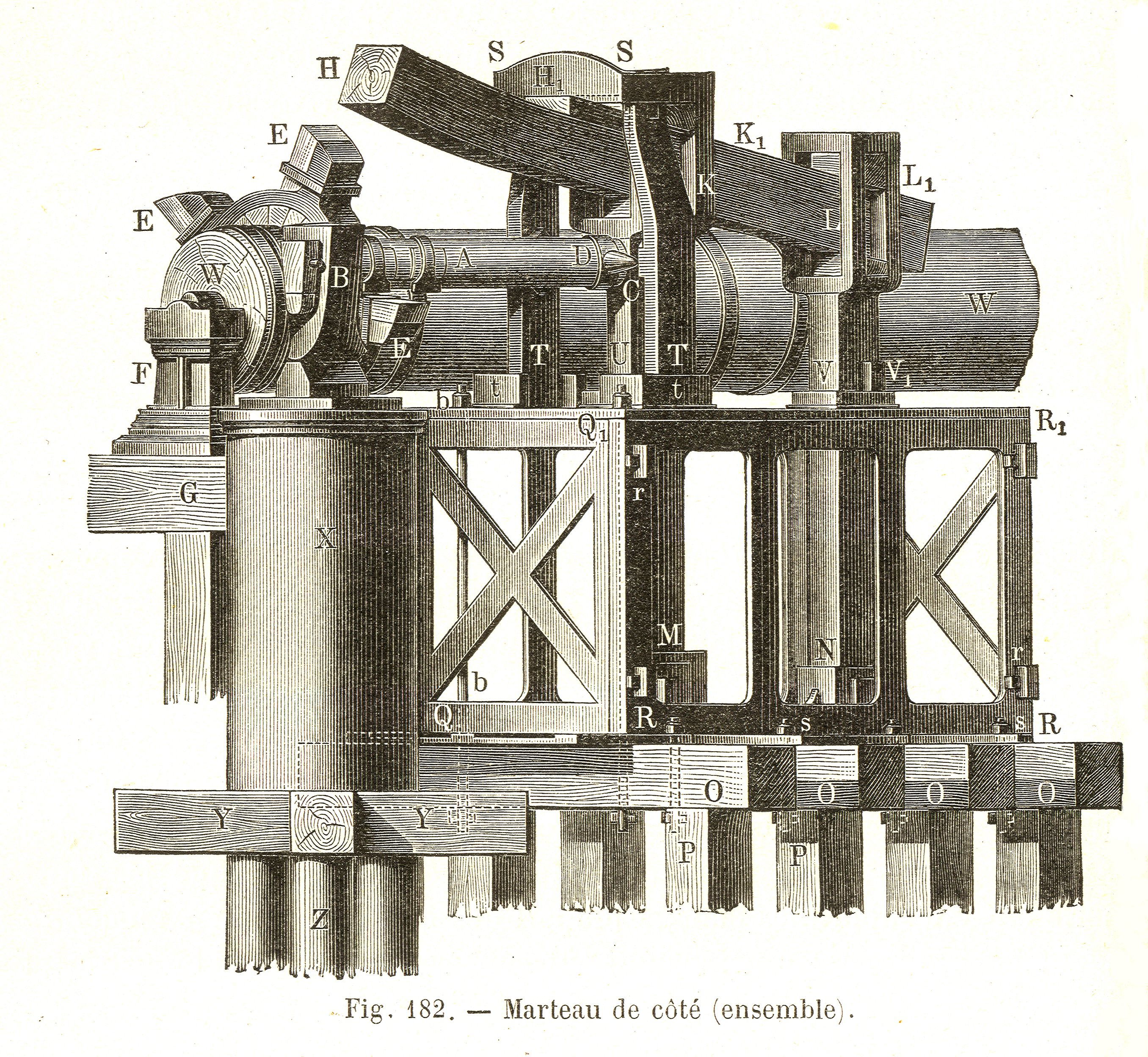
Середньобійний молот. Позначення на малюнку: B — молот, E — кулачки (зуби).

Середньобійні молтоти мають вісь обертання на кінці молотовища, яке підіймається разом з чолом (клюпою) завдяки кулачкам, насадженим на приводовий вал. Характерну частину середньобійного молота становить так званий відбій. При підійманні молота молотовище вдаряє по відбою, який своєю пружністю прискорює й посилює удари молота. Маса молота становить близько 20 пудів (320 кг), висота підйому 15 — 20 дюймів (38,1 — 50,8 см), кількість ударів на хвилину 80 — 160.

### Чоловий молот

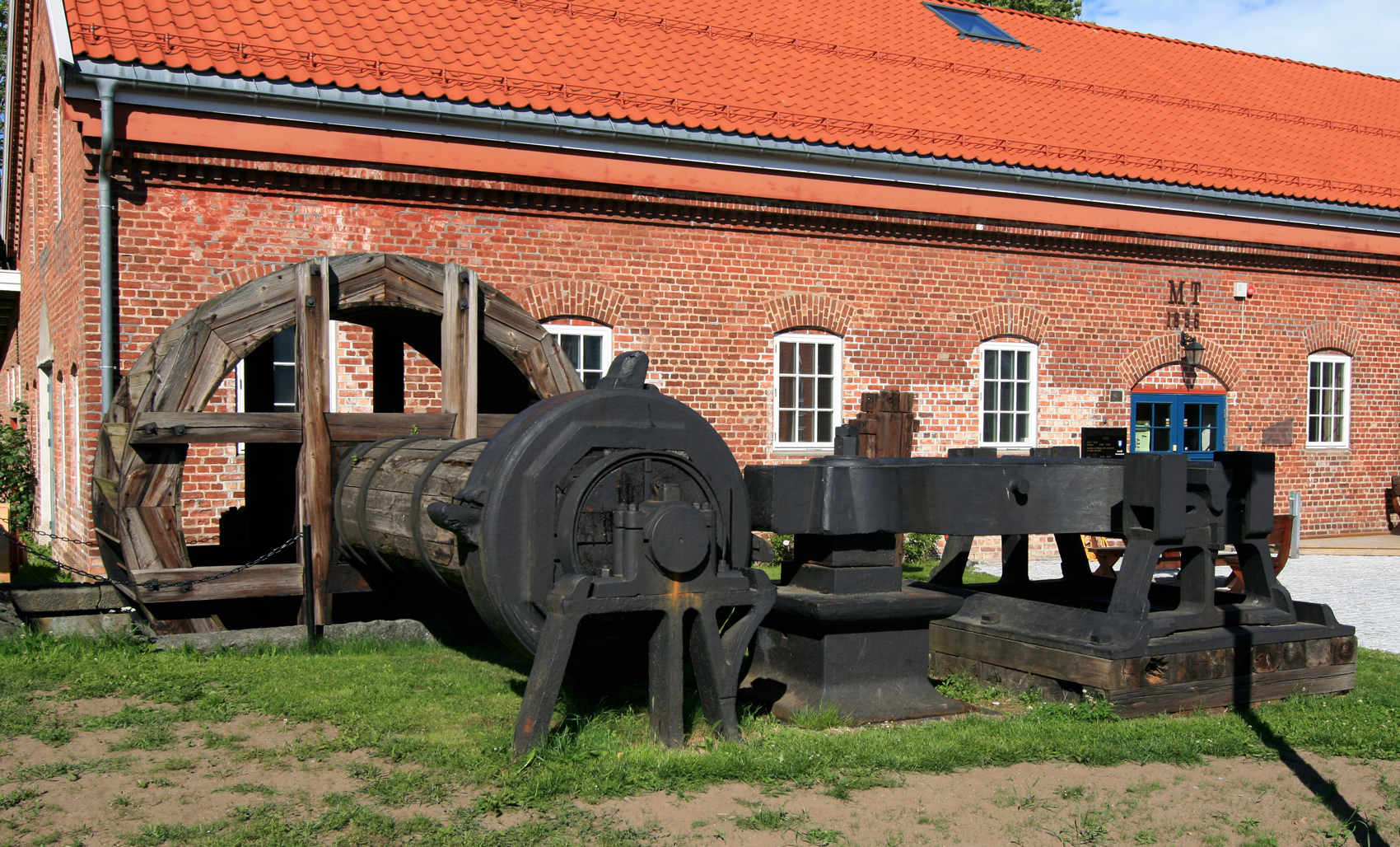
Чоловий молот.

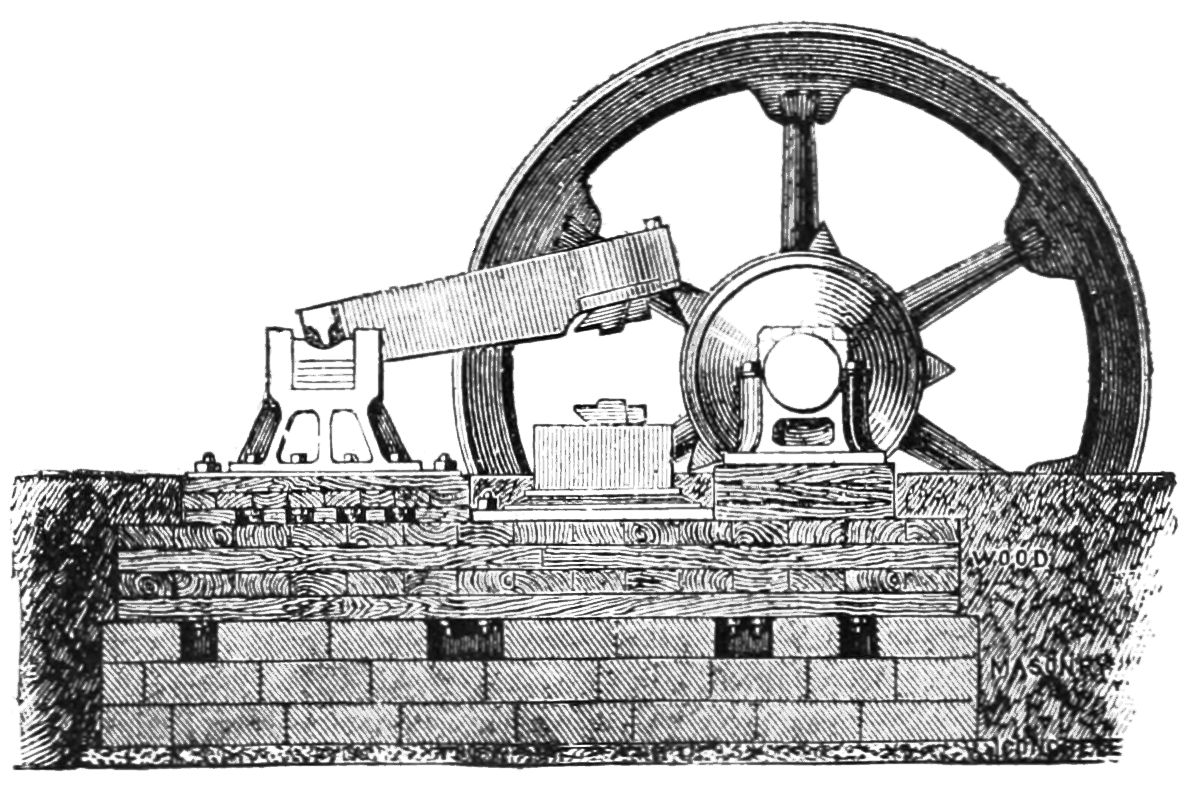
Чоловий молот.

Чолові молоти мають вісь обертання і точку докладання сили на протилежних кінцях. Такі молоти складалися з Т-подібного суцільного виливку, виготовленого з сірого чавуну, довга частина якого мала довжину близько 8 футів (243 см). Поперечними виступами на одному з кінців він спирався на спеціальну підставку, у чоловій частині молотовища на відстані близько 30 см від його торця, у спеціально зроблений отвір всавлялася клюпа молота. На обертовому дерев'яному валу, що підіймав молот, зазвичай монтувалося чотири кулачки. При потребі зупинити молот, на кулачок, що мав підіймати чолову частину молота, клали шматок металу, завдяки чому молот підіймався вище аніж звичайно. Тієї ж миті під молот підкладали дерев'яну підпорку, що не дозволяла йому падати. Металеву накладку прибирали з кулачка й, оскільки молот залишався піднятим вище аніж звичайно, кулачки не могли зачипити його. Для того, щоб знову ввести молот в дію, на один з кулачків клали металевий брусок, він чіпляв чоло молота й підіймав його. Одночасно з цим з-під молота швидко виймалася дерев'яна підпорка й молот знову включався в роботу.
Чолові молоти використовувалися виключно для обтискання шматків криці, тому їхня маса доходила до 300—350 пудів (4,8 — 5,6 т, до 6 т). Висота підйому 2 фути (60,96 см), число ударів 40 — 100 на хвилину.

## Музейні експонати
У багатьох країнах світу великі механічні молоти зберігаються як музейні експонати. У музеях України зберегається кілька великих залізних молотів, що використовувалися на руднях Правобережжя: два молоти — з рудень Димерської і Білоберезької — зберігаються у Київському історичному мзеї, один молот — у Волинському краєзнавчому музеї (дані 1960 року). Крім того, в Україні в селі Лисичово на Закарпатті є водяна кузня Гамора, на якій є діючий водяний молот, що вважається єдиним в Європі молотом, що перебуває у постійній експлуатації, тобто є не тільки музейним експонатом, але й використовується для випуску продукції.

## Виноски
1. 1 2 3 4 5  Needham, Joseph; Wang, Ling. (2000) Science and Civilisation in China: Volume 4, Physics and Physical Technology, Part 2, Mechanical Engineering [Архівовано 17 серпня 2018 у Wayback Machine.]. — Cambridge University Press. P. 183—184, 379, 394, 395. (англ.) ISBN 0-521-05803-1
2. ↑   Wilson, Andrew (2002): «Machines, Power and the Ancient Economy», The Journal of Roman Studies, Vol. 92, pp. 1–32 (16, 21f.) (англ.)
3. ↑   Развитие металлургии в Украинской ССР. — Наукова думка, 1980. С. 33-37. (рос.)
4. ↑   А. Ржешотарский. Кричный передел. // Энциклопедический словарь : в 86 т. (82 т. и 4 доп.). — СПб. : Ф. А. Брокгауз, И. А. Ефрон, 1890—1907. (рос.) — т. XVIa (1895): Коялович — Кулон, с. 781—784.
5. 1 2   Thomas Turner. The metallurgy of iron. Third edition. London, 1908. P. 393—394. (англ.)
6. ↑   П.К Федоренко. Рудни Левобережной Украины в XVII—XVIII вв. -Изд-во Академии наук СССР, 1960. С. 66. (рос.)